# Piłka wodna na Letnich Igrzyskach Olimpijskich 1948
Turniej olimpijski w piłce wodnej podczas XIV Letnich Igrzysk Olimpijskich w Londynie odbył się w dniach od 28 lipca 1948 do 7 sierpnia 1948. Do rywalizacji przystąpiło 18 drużyn. Mistrzami olimpijskimi zostali Włosi. Odbył się wyłącznie turniej mężczyzn.

## System rozgrywek
Rywalizacja na każdym etapie odbywała się w grupach. W każdej z nich zmagania toczyły się systemem kołowym (tj. każdy z każdym, po jednym meczu).
Do rywalizacji przystąpiło 18 drużyn, które zostały podzielone na sześć 3-zespołowych grup. Dwie najlepsze drużyny z każdej grupy awansowały do II rundy, której utworzono cztery 3-zespołowe grupy. Dwie drużyny z pierwszych miejsc z każdej grupy przechodziły do półfinałów, w których zmagania odbyły się w dwóch 4-zespołowych grupach. Drużyny z miejsc 1 i 2 utworzyły grupę finałową, w której walka toczyła się o medale. Zespoły z miejsc 3 i 4 zagrały w grupie o miejsca 5 -8.

## Runda pierwsza

### Grupa A
| Pozycja | Reprezentacja     | M | W | R | P | B+ | B- | Pkt. |  | Belgia | Stany Zjednoczone | Urugwaj |
| ------- | ----------------- | - | - | - | - | -- | -- | ---- |  | ------ | ----------------- | ------- |
| 1.      | Belgia            | 2 | 1 | 1 | 0 | 14 | 5  | 3    |  | X      | 4:4               | 10:1    |
| 2.      | Stany Zjednoczone | 2 | 1 | 1 | 0 | 11 | 4  | 3    |  | 4:4    | X                 | 7:0     |
| 3.      | Urugwaj           | 2 | 0 | 0 | 2 | 1  | 17 | 0    |  | 1:10   | 0:7               | X       |

### Grupa B
| Pozycja | Reprezentacja | M | W | R | P | B+ | B- | Pkt. |  | Szwecja |     | Szwajcaria |
| ------- | ------------- | - | - | - | - | -- | -- | ---- |  | ------- | --- | ---------- |
| 1.      | Szwecja       | 2 | 2 | 0 | 0 | 10 | 2  | 4    |  | X       | 4:1 | 6:1        |
| 2.      | Hiszpania     | 2 | 1 | 0 | 1 | 6  | 5  | 2    |  | 1:4     | X   | 5:1        |
| 3.      | Szwajcaria    | 2 | 0 | 0 | 2 | 2  | 11 | 0    |  | 1:6     | 1:5 | X          |

### Grupa C
| Pozycja | Reprezentacja | M | W | R | P | B+ | B- | Pkt. |  | Holandia | Indie | Chile |
| ------- | ------------- | - | - | - | - | -- | -- | ---- |  | -------- | ----- | ----- |
| 1.      | Holandia      | 2 | 2 | 0 | 0 | 26 | 1  | 4    |  | X        | 12:1  | 14:0  |
| 2.      | Indie         | 2 | 1 | 0 | 1 | 8  | 16 | 2    |  | 1:12     | X     | 7:4   |
| 3.      | Chile         | 2 | 0 | 0 | 2 | 4  | 21 | 0    |  | 0:14     | 4:7   | X     |

### Grupa D
| Pozycja | Reprezentacja | M | W | R | P | B+ | B- | Pkt. |  | Włochy |      | Australia |
| ------- | ------------- | - | - | - | - | -- | -- | ---- |  | ------ | ---- | --------- |
| 1.      | Włochy        | 2 | 1 | 1 | 0 | 13 | 4  | 3    |  | X      | 4:4  | 9:0       |
| 2.      | Jugosławia    | 2 | 1 | 1 | 0 | 16 | 7  | 3    |  | 4:4    | X    | 12:3      |
| 3.      | Australia     | 2 | 0 | 0 | 2 | 3  | 21 | 0    |  | 0:9    | 3:12 | X         |

### Grupa E
| Pozycja | Reprezentacja    | M | W | R | P | B+ | B- | Pkt. |  |      | Królestwo Egiptu | Wielka Brytania |
| ------- | ---------------- | - | - | - | - | -- | -- | ---- |  | ---- | ---------------- | --------------- |
| 1.      | Węgry            | 2 | 2 | 0 | 0 | 16 | 4  | 4    |  | X    | 5:2              | 11:2            |
| 2.      | Królestwo Egiptu | 2 | 0 | 1 | 1 | 5  | 8  | 1    |  | 2:5  | X                | 3:3             |
| 3.      | Wielka Brytania  | 2 | 0 | 1 | 1 | 5  | 14 | 1    |  | 2:11 | 3:3              | X               |

### Grupa F
| Pozycja | Reprezentacja    | M | W | R | P | B+ | B- | Pkt. |  | Francja | Argentyna |     |
| ------- | ---------------- | - | - | - | - | -- | -- | ---- |  | ------- | --------- | --- |
| 1.      | Francja          | 2 | 2 | 0 | 0 | 11 | 2  | 4    |  | X       | 4:1       | 7:1 |
| 2.      | Argentyna        | 2 | 1 | 0 | 1 | 7  | 6  | 2    |  | 1:4     | X         | 6:2 |
| 3.      | Królestwo Grecji | 2 | 0 | 0 | 2 | 3  | 13 | 0    |  | 1:7     | 2:6       | X   |

## Runda druga

### Grupa G
| Pozycja | Reprezentacja     | M | W | R | P | B+ | B- | Pkt. |  | Szwecja | Belgia | Stany Zjednoczone |
| ------- | ----------------- | - | - | - | - | -- | -- | ---- |  | ------- | ------ | ----------------- |
| 1.      | Szwecja           | 2 | 1 | 1 | 0 | 8  | 1  | 3    |  | X       | 1:1    | 7:0               |
| 2.      | Belgia            | 2 | 0 | 2 | 0 | 5  | 5  | 2    |  | 1:1     | X      | 4:4               |
| 3.      | Stany Zjednoczone | 2 | 0 | 1 | 1 | 4  | 11 | 1    |  | 0:7     | 4:4    | X                 |

### Grupa H
| Pozycja | Reprezentacja | M | W | R | P | B+ | B- | Pkt. |  | Holandia |      | Indie |
| ------- | ------------- | - | - | - | - | -- | -- | ---- |  | -------- | ---- | ----- |
| 1.      | Holandia      | 2 | 2 | 0 | 0 | 17 | 3  | 4    |  | X        | 5:2  | 12:1  |
| 2.      | Hiszpania     | 2 | 1 | 0 | 1 | 13 | 6  | 2    |  | 2:5      | X    | 11:1  |
| 3.      | Indie         | 2 | 0 | 0 | 2 | 2  | 23 | 0    |  | 1:12     | 1:11 | X     |

### Grupa I
| Pozycja | Reprezentacja | M | W | R | P | B+ | B- | Pkt. |  | Włochy |     |     |
| ------- | ------------- | - | - | - | - | -- | -- | ---- |  | ------ | --- | --- |
| 1.      | Włochy        | 2 | 1 | 1 | 0 | 8  | 7  | 3    |  | X      | 4:3 | 4:4 |
| 2.      | Węgry         | 2 | 1 | 0 | 1 | 6  | 5  | 2    |  | 3:4    | X   | 3:1 |
| 3.      | Jugosławia    | 2 | 0 | 1 | 1 | 5  | 7  | 1    |  | 4:4    | 1:3 | X   |

### Grupa J
| Pozycja | Reprezentacja    | M | W | R | P | B+ | B- | Pkt. |  | Francja | Królestwo Egiptu | Argentyna |
| ------- | ---------------- | - | - | - | - | -- | -- | ---- |  | ------- | ---------------- | --------- |
| 1.      | Francja          | 2 | 1 | 1 | 0 | 7  | 4  | 3    |  | X       | 3:3              | 4:1       |
| 2.      | Królestwo Egiptu | 2 | 0 | 2 | 0 | 7  | 7  | 2    |  | 3:3     | X                | 4:4       |
| 3.      | Argentyna        | 2 | 0 | 1 | 1 | 5  | 8  | 1    |  | 1:4     | 4:4              | X         |

## Półfinały

### Grupa K
| Pozycja | Reprezentacja | M | W | R | P | B+ | B- | Pkt. |  | Holandia | Belgia | Szwecja |     |
| ------- | ------------- | - | - | - | - | -- | -- | ---- |  | -------- | ------ | ------- | --- |
| 1.      | Holandia      | 3 | 2 | 1 | 0 | 13 | 8  | 5    |  | X        | 3:3    | 5:3     | 5:2 |
| 2.      | Belgia        | 3 | 1 | 2 | 0 | 8  | 5  | 4    |  | 3:3      | X      | 1:1     | 4:1 |
| 3.      | Szwecja       | 3 | 1 | 1 | 1 | 8  | 7  | 3    |  | 3:5      | 1:1    | X       | 4:1 |
| 4.      | Hiszpania     | 3 | 0 | 0 | 3 | 4  | 13 | 0    |  | 2:5      | 1:4    | 1:4     | X   |

### Grupa L
| Pozycja | Reprezentacja    | M | W | R | P | B+ | B- | Pkt. |  | Włochy |     | Francja | Królestwo Egiptu |
| ------- | ---------------- | - | - | - | - | -- | -- | ---- |  | ------ | --- | ------- | ---------------- |
| 1.      | Włochy           | 3 | 3 | 0 | 0 | 14 | 6  | 6    |  | X      | 4:3 | 5:2     | 5:1              |
| 2.      | Węgry            | 3 | 2 | 0 | 1 | 13 | 10 | 4    |  | 3:4    | X   | 5:4     | 5:2              |
| 3.      | Francja          | 3 | 0 | 1 | 2 | 9  | 13 | 1    |  | 2:5    | 4:5 | X       | 3:3              |
| 4.      | Królestwo Egiptu | 3 | 0 | 1 | 2 | 6  | 13 | 1    |  | 1:5    | 2:5 | 3:3     | X                |

## Runda finałowa

### Grupa finałowa
| Pozycja | Reprezentacja | M | W | R | P | B+ | B- | Pkt. |  | Włochy |     | Holandia | Belgia |
| ------- | ------------- | - | - | - | - | -- | -- | ---- |  | ------ | --- | -------- | ------ |
| złoto   | Włochy        | 3 | 3 | 0 | 0 | 12 | 7  | 6    |  | X      | 4:3 | 4:2      | 4:2    |
| srebro  | Węgry         | 3 | 1 | 1 | 1 | 10 | 8  | 3    |  | 3:4    | X   | 4:4      | 3:0    |
| brąz    | Holandia      | 3 | 0 | 2 | 1 | 9  | 11 | 2    |  | 2:4    | 4:4 | X        | 3:3    |
| 4.      | Belgia        | 3 | 0 | 1 | 2 | 5  | 10 | 1    |  | 2:4    | 0:3 | 3:3      | X      |

### Grupa 5-8
| Pozycja | Reprezentacja    | M | W | R | P | B+ | B- | Pkt. |  | Szwecja | Francja | Królestwo Egiptu |     |
| ------- | ---------------- | - | - | - | - | -- | -- | ---- |  | ------- | ------- | ---------------- | --- |
| 5.      | Szwecja          | 3 | 2 | 1 | 0 | 8  | 4  | 5    |  | X       | 1:1     | 3:2              | 4:1 |
| 6.      | Francja          | 3 | 1 | 2 | 0 | 6  | 5  | 4    |  | 1:1     | X       | 3:3              | 2:1 |
| 7.      | Królestwo Egiptu | 3 | 1 | 1 | 1 | 8  | 7  | 3    |  | 2:3     | 3:3     | X                | 3:1 |
| 8.      | Hiszpania        | 3 | 0 | 0 | 3 | 3  | 9  | 0    |  | 1:4     | 1:2     | 1:3              | X   |

## Medaliści
| Włochy · Ermenegildo Arena · Emilio Bulgarelli · Pasquale Buonocore · Aldo Ghira · Mario Majoni · Geminio Ognio · Gianfranco Pandolfini · Tullio Pandolfini · Cesare Rubini | Węgry · Jenő Brandi · Oszkár Csuvik · Dezső Fábián · Dezső Gyarmati · Endre Győrfi · Miklós Holop · László Jeney · Dezső Lemhényi · Pál Pók · Károly Szittya · István Szívós | Holandia · Cor Braasem · Hennie Keetelaar · Nijs Korevaar · Joop Rohner · Albert Ruimschotel · Piet Salomons · Frits Smol · Hans Stam · Ruud van Feggelen |